# Gemma Bovery – Ein Sommer mit Flaubert

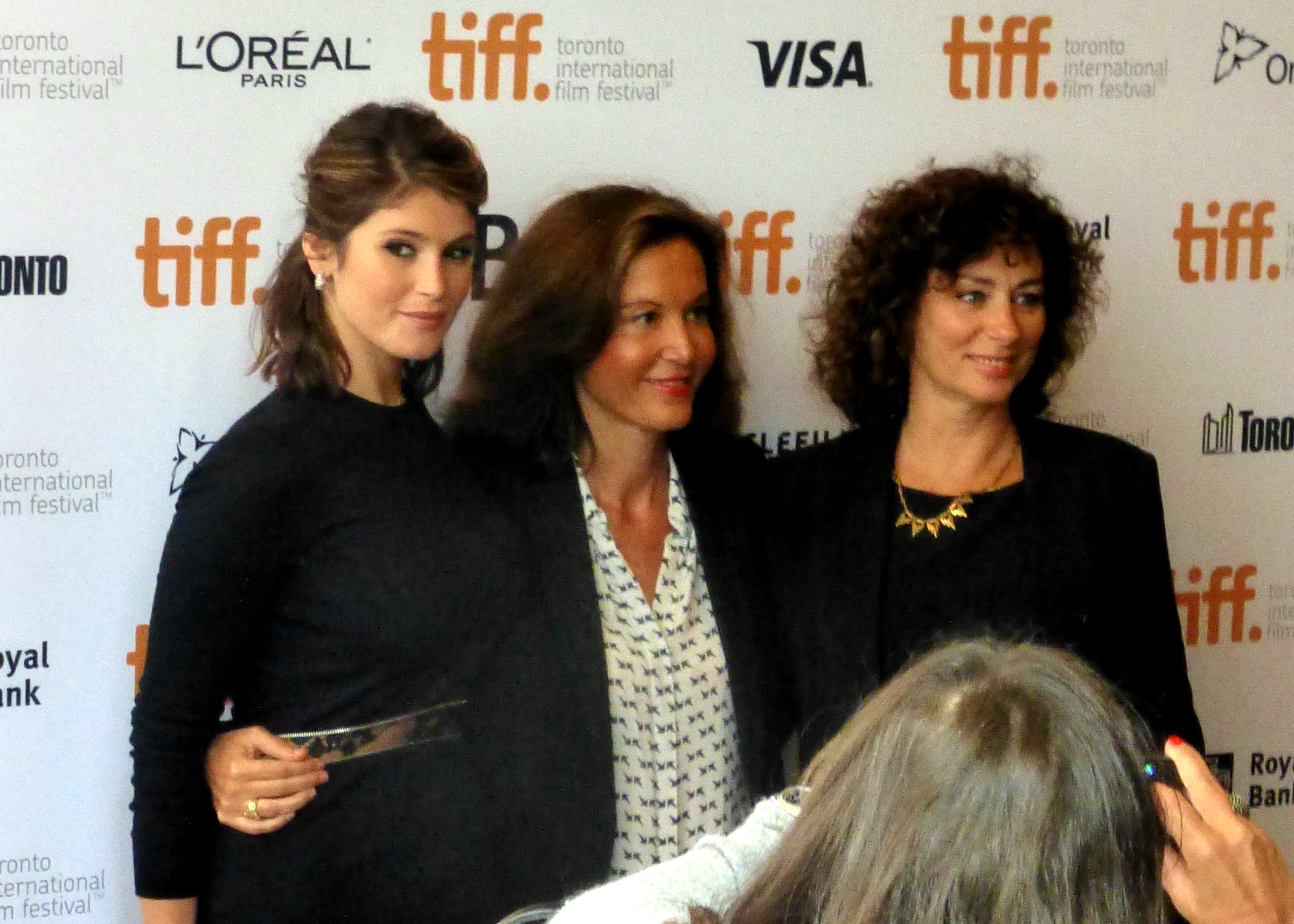
Gemma Arterton, Anne Fontaine und Isabelle Candelier bei der Premiere von Gemma Bovery (von links, Toronto Film Festival, 2014)

Gemma Bovery – Ein Sommer mit Flaubert (Originaltitel: Gemma Bovery) ist ein französisch-englischer Spielfilm aus dem Jahr 2014. Er basiert auf der Graphic Novel Gemma Bovery von Posy Simmonds, erschienen 1999. Regie führte Anne Fontaine. Das Drehbuch schrieben Pascal Bonitzer und Anne Fontaine. Der Film wurde auch unter dem Titel Ein Sommer mit Flaubert veröffentlicht.

## Handlung
Martin Joubert ist vor sieben Jahren in das Dorf in der Normandie zurückgekehrt, in dem er aufgewachsen war, hat dort die Bäckerei seines Vaters übernommen und führt sie nun zusammen mit seiner Frau Valérie. Die Engländer Charles und Gemma Bovery, die bisher in London lebten, sind in ein altes Haus gegenüber der Jouberts gezogen. Charles Bovery ist Restaurator, seine Frau Gemma beschäftigt sich mit Malerarbeiten. Sie nimmt in ihrem Haus kleine Renovationsarbeiten an die Hand und streicht die Räume neu.
Martin begegnet Gemma regelmäßig, wenn sie ihre Hunde ausführen. Er ist begeistert von der Weltliteratur, und die Ähnlichkeit der Namen des neu zugezogenen englischen Paars mit den Namen von Emma und Charles Bovary in Gustave Flauberts Roman Madame Bovary bringt ihn auf die Idee, dass es möglicherweise auch Analogien im Leben zwischen Gemma Bovery und Flauberts Romanheldin gibt.
Gemma hat Mühe, sich an die Mängel im Haus zu gewöhnen: es ist kalt und feucht, das Dach hat undichte Stellen, und gelegentlich fällt der Strom aus. Vor allem aber erschrickt sie, wenn eine Maus herumläuft. Sie kauft Arsenik, um die Mäuse zu vergiften, worin der entsetzte Martin eine weitere Parallele zu Flauberts Roman, vor allem aber eine Gefahr für ihren kleinen Hund sieht. Martin beschwört Gemma, das Gift aus ihrem Haus zu entfernen.
Im nahe gelegenen Schloss wohnt vorübergehend der Student Hervé de Bressigny, der für sein Juraexamen lernen muss. Er begegnet Gemma in der Nähe des Schlosses, später auf dem Markt des Dorfes und ein drittes Mal im Supermarkt. Bei der dritten Begegnung lädt er sie ein, ihn zu besuchen. Sie folgt der Einladung und lässt sich von ihm das Schloss zeigen. Die beiden beginnen eine Liebesbeziehung. Bei einem nächsten Rendezvous fällt der Cupido, eine wertvolle Sèvres-Porzellanfigur, während des Liebesspiels zu Boden, wobei ihr Kopf abbricht. Gemma beschwichtigt Hervé, das sei nicht schlimm, ihr Mann werde die Figur reparieren, und nimmt die beschädigte Statuette mit.
Gemma erhält einen Brief, in dem Hervé sie völlig überraschend auffordert, ihn zu vergessen, und ihr Lebewohl sagt. Der Brief trägt die Unterschrift von Hervé, in Wirklichkeit aber hat Martin ihn geschrieben, um die beiden Verliebten auseinanderzubringen. Gemma ist verstört und versucht mehrmals, Hervé anzurufen, doch er kann die Anrufe nicht entgegennehmen. Inzwischen ist nämlich seine Mutter, Madame Florence de Bressigny, eingetroffen und redet ihm ins Gewissen, er müsse für sein Examen ernsthaft lernen. Zudem vermisst sie den ihr teuren Cupido. Hervé versucht sie zu beruhigen mit der Erklärung, die Porzellanfigur sei nur leicht beschädigt und zurzeit bei einem fachkundigen englischen Restaurator in Reparatur.
Madame de Bressigny sucht Charles Bovery auf. Ihr Sohn habe ihm eine sehr wertvolle Porzellanfigur aus Sèvres zur Reparatur gegeben. Charles antwortet ihr, er kenne ihren Sohn nicht, und er habe keine Porzellanfigur. Später fragt Charles Gemma, ob ihr der Name Bressigny etwas sage. Sie verneint. Er insistiert, Madame de Bressigny habe von einer Figur gesprochen, die er angeblich repariere, ob Gemma darüber etwas wisse. Sie verneint wiederum und fügt hinzu, sie wolle mit ihm reden. Aber Charles lehnt ab, er wolle nichts hören. Wochenlang habe sie ihn ignoriert. Er packt seinen Koffer. Auf Gemmas Fragen, wohin er gehe und wann er zurückkomme, antwortet Charles, er wisse es nicht, und fährt im Taxi weg.
Hervé muss mit seiner Mutter nach Paris zurückkehren. Er verspricht Gemma, ihr zu schreiben. Der Anwalt von Madame de Bressigny schreibt den Boverys einen Brief, in dem er sie auffordert, die vermisste Porzellanfigur herauszugeben. Gemma bittet Martin, sie zum Anwalt zu begleiten. Martin wartet in der Kathedrale von Rouen auf sie, aber Gemma erscheint nicht. Als er aus der Kathedrale tritt, sieht er Gemma aus ihrem Auto aussteigen. Sie ist in Begleitung ihres ehemaligen Freundes Patrick, der sich von seiner Frau getrennt hat und nun wieder Gemma nachstellt. Gemma sagt sich von ihm los.
Wieder zu Hause, findet Gemma den Cupido in der Abstellkammer. Charles hat ihn ohne ihr Wissen perfekt repariert. Sie spricht auf Charles’ Handy, sie habe die Porzellanfigur gefunden. Sie vermisse ihn, möchte ihn wiedersehen, und sie liebe ihn. Charles hört ihre Nachricht ab und reagiert erfreut.
Martin bittet Gemma eindringlich, nichts zu tun, was sie bereuen würde. Er gibt ihr zu bedenken, alles was Emma Bovary in Flauberts Roman zugestoßen sei, geschehe auch ihr. Gemma widerspricht energisch: Sie habe nicht vor, sich umzubringen, sie sei nicht Madame Bovary, sie sei fähig, glücklich zu sein.
Obwohl er abgewiesen wurde, sucht Patrick Gemma zu Hause auf. Er redet auf sie ein, sie könnten zusammen glücklich sein, er werde sich ändern. Während er ihr weiter zusetzt, isst Gemma von dem großen Brot, das Martin eigens für sie gebacken hat. Beim zweiten Bissen verschluckt sie sich und bekommt keine Luft mehr. Patrick fasst sie von hinten und versucht, durch das Heimlich-Manöver den Bissen Brot in ihrem Hals wieder nach oben zu befördern. In diesem Moment kommt Charles nach Hause und hört Gemmas Schreie. Er missversteht Patricks Rettungsbemühungen als erotische Annäherung an seine Frau, reißt ihn von Gemma weg und kämpft mit ihm. Als die beiden Männer voneinander ablassen, ist Gemma erstickt.
Nach der Beerdigung verlassen Martin, Charles und Patrick zusammen den Friedhof. Jeder der drei Männer ist der Meinung, er sei schuld an Gemmas Tod.
Im Winter ziehen neue Mieter in das leere Haus ein. Es sind Franzosen, aber Jouberts Sohn erzählt seinem Vater, um ihn zu necken, es seien Russen und sie würde Anna Karenin heißen. Joubert geht sogleich hinüber, begrüßt die junge Frau mit den schweren blonden Zöpfen, lobt ihr akzentfreies Französisch und fragt sie, ob sie den Roman Anna Karenina kennt.

## Synchronisation
Die deutsche Synchronisation übernahm die Film- & Fernseh-Synchron. Das Dialogbuch schrieb Marina Köhler, die auch Dialogregie führte.

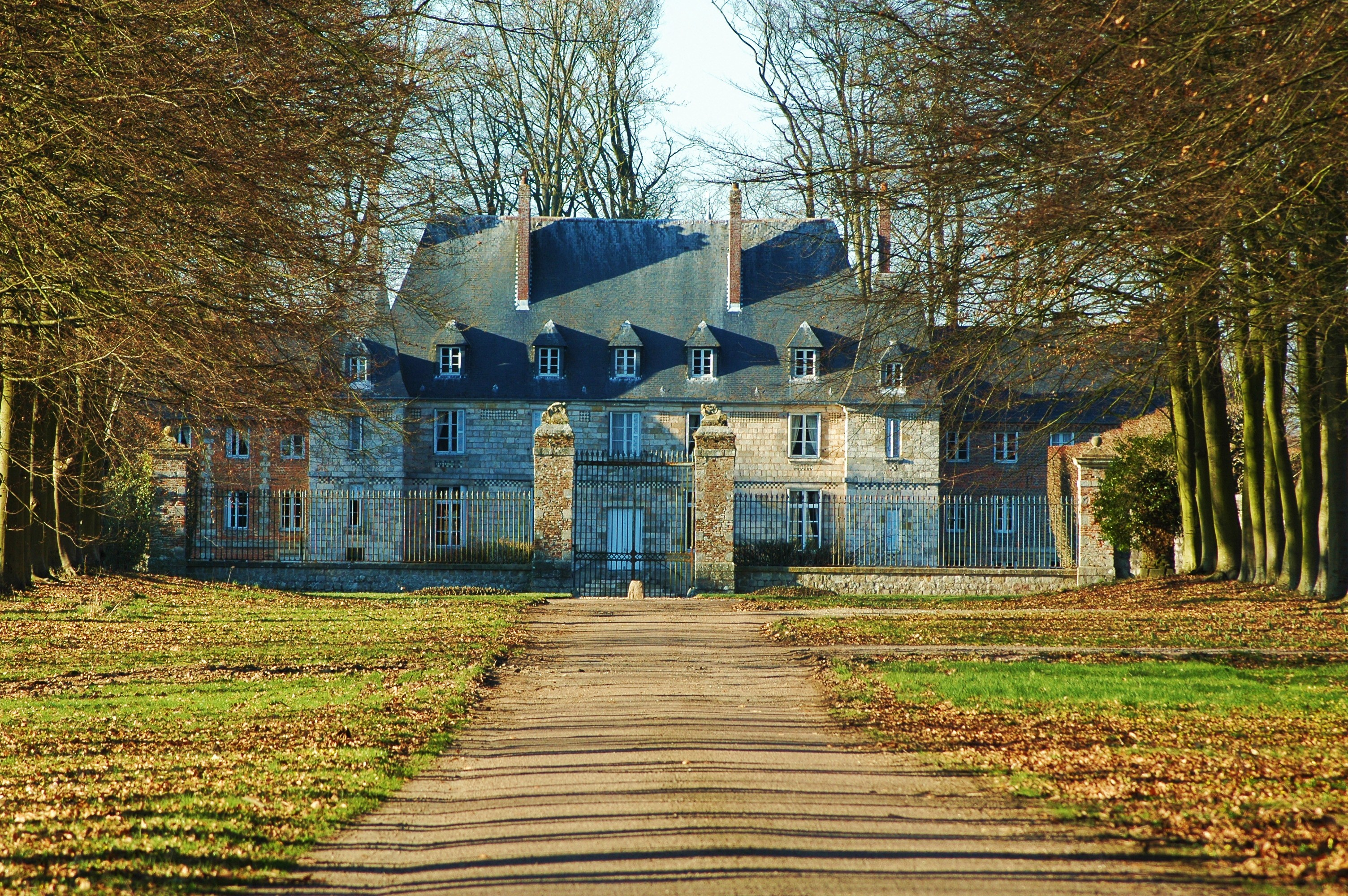
Château d’Arnouville, 2011

| Rolle               | Darsteller         | Synchronsprecher         |
| ------------------- | ------------------ | ------------------------ |
| Martin Joubert      | Fabrice Luchini    | Stephan Schwartz         |
| Valérie Joubert     | Isabelle Candelier | Elisabeth von Koch       |
| Gemma Bovery        | Gemma Arterton     | Annina Braunmiller       |
| Charlie Bovery      | Jason Flemyng      | Thomas Loibl             |
| Julien Joubert      | Kacey Mottet Klein | Karim El Kammouchi       |
| Doktor Rivière      | Philippe Uchan     | Matthias Kupfer          |
| Hervé de Bressigny  | Niels Schneider    | Max Felder               |
| Madame de Bressigny | Édith Scob         | Heidi Treutler           |
| Neue Nachbarin      | Pascale Arbillot   | Alisa Palmer             |
| Patrick             | Mel Raido          | Jakob Riedl              |
| Rankin              | Pip Torrens        | David Michael Williamson |
| Wizzy               | Elsa Zylberstein   | Claudia Lössl            |

## Produktion und Veröffentlichung
Drehorte waren Lyons-la-Forêt, die Gemeinde Auberville-la-Manuel, die Kathedrale von Rouen und das Château d’Arnouville in Ermenouville.
Premiere hatte der Film am Toronto International Film Festival 2014, er kam am 18. September 2014 in die deutschen Kinos.

## Kritik
Oliver Armknecht vom Filmportal film-rezensionen.de bezeichnet den Film als „sympathische Tragikomödie“, die dank zahlreicher Verweise auf „Madame Bovary“ und Culture-Clash-Momenten gut unterhalte. Negativ falle allerdings die mangelnde Glaubwürdigkeit auf, die dem Film vor allem zum Ende hin Probleme bereite.
Im Lexikon des internationalen Films heißt es, die unterhaltsame Gesellschaftskomödie erzähe den berühmten Stoff einer nach Romantik hungernden Frau aus der Sicht des Bäckers und verlagere so den Fokus auf männlichen Voyeurismus. Die  Adaption der Graphic Novel von Posy Simmonds rücke aber deren satirische Spitzen zugunsten einer eher gefühlvollen Ausgestaltung in den Hintergrund.